# Huaral
Huaral è una città del Perù, capoluogo della provincia di Huaral, situata nella regione di Lima.
Questa città è conosciuta con il nome di "Capitale dell'Agricoltura".